# Gołąbek białoczarny

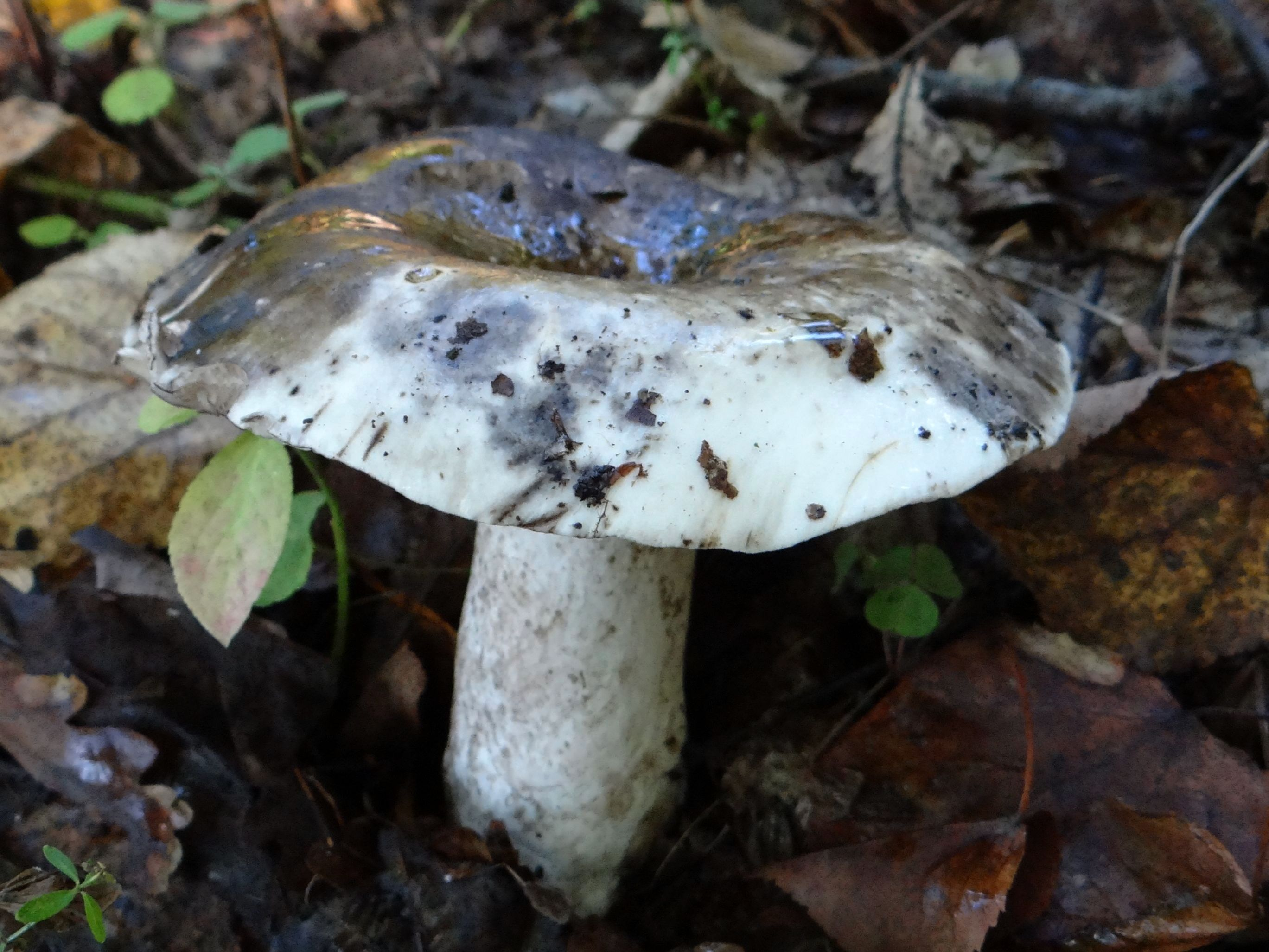

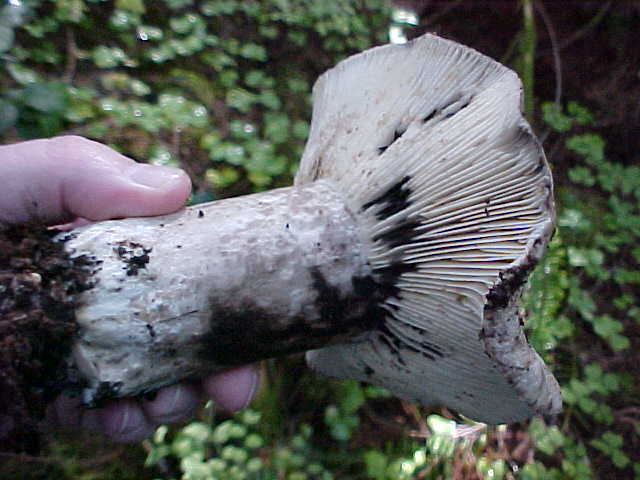
Uszkodzony czernieje

Gołąbek białoczarny (Russula albonigra (Krombh.) Fr.) – gatunek grzybów należący do rodziny gołąbkowatych (Russulaceae).

## Systematyka i nazewnictwo
Pozycja w klasyfikacji: Russula, Russulaceae, Russulales, Incertae sedis, Agaricomycetes, Agaricomycotina, Basidiomycota, Fungi (według Index Fungorum).
Po raz pierwszy takson ten zdiagnozował w 1845 r. Julius Vincenz von Krombholz nadając mu nazwę Agaricus alboniger. Obecną, uznaną przez Index Fungorum nazwę nadał mu w 1874 r. Elias Fries, przenosząc go do rodzaju Russula.
Synonimy łacińskie:
- Agaricus alboniger Krombh. 1845
- Russula adusta var. albonigra (Krombh.) Massee 1893
- Russula albonigra var. pseudonigricans (Romagn.) Bon 1988
- Russula nigricans var. albonigra (Krombh.) Cooke & Quél. 1878

Polską nazwę zaproponował Władysław Wojewoda w 2003 r., przez Alinę Skirgiełło w 1991 gatunek ten opisywany był jako gołąbek czarny.

## Morfologia
Kapelusz
Średnica 5–15 cm, młody wypukły, później płaski, w środku zagłębiony, początkowo kredowobiały, później brązowawo poplamiony, po dotknięciu czerniejący, dojrzały prawie całkowicie węglistoczarny. Brzeg dość ostry, u młodych owocników podwinięty. Skórka nieco lepka i nieco błyszcząca, podczas suchej pogody pęka na drobne poletka lub drobne rysy. Trudno ją ściągnąć i tylko co najwyżej do 1/3 średnicy kapelusza.
Blaszki
Dość gęste, czasami nierównej szerokości, czasami rozwidlone. Występują krótkie międzyblaszki przy brzeżnej części kapelusza. Mają biały kolor, ale po kilku godzinach od uszkodzenia czernieją, często też ostrza blaszek są czarniawe.
Trzon
Wysokość 3–6 cm, grubość 1,5–3 cm, kruchy, walcowaty, początkowo pełny, później watowaty. Początkowo biały, później coraz ciemniejszy, u starych okazów ma kolor od dymnoszarego do ciemnobrązowego lub czarniawego. Po dotknięciu lub przecięciu szybko czernieje.
Miąższ
Kruchy, jędrny, gruby. Jest biały, ale po uszkodzeniu szybko szarzeje, a już po kilkunastu sekundach staje się całkiem czarny. W smaku łagodny, zapach niewyraźny.
Cechy mikroskopowe
Wysyp zarodników czysto biały. Zarodniki elipsoidalne, drobno punktowane i siateczkowate, bezbarwne o wymiarach 7–8 × 5–7 μm, amyloidalne. Podstawki mają rozmiar 40–50 × 6–10 μm. Cystydy na blaszkach występują licznie, są zazwyczaj silnie wydłużone i mają szerokość do 8 μm. Pod powierzchnią trzonu występują przewody mleczne.
Gatunki podobne
Jest kilka podobnych gatunków, które często bywają z sobą mylone. Najłatwiej morfologicznie można je rozpoznać po blaszkach (gęste lub rzadkie) i zachowaniu się miąższu po uszkodzeniu:
- gołąbek czarniawy (Russula nigricans) ma rzadkie i grube blaszki, jego miąższ po uszkodzeniu staje się najpierw łososiowoczerwonym dopiero później czernieje[6]
- gołąbek gęstoblaszkowy (Russula densifolia). Po uszkodzeniu najpierw czerwienieje, później dopiero ciemnieje[7]
- gołąbek podpalany (Russula adusta). Jest zazwyczaj jaśniejszy, a uszkodzony miąższ nie czernieje, lecz czerwienieje[6].

## Występowanie
Występuje w całej niemal Europie, również na Kaukazie, w Azji Wschodniej, północno-zachodniej Afryce oraz w Ameryce Północnej, w Polsce pojedynczo.
Grzyb naziemny występujący w lasach liściastych, szczególnie pod dębami, grabami, brzozami, leszczyną. Owocniki wytwarza od sierpnia do października.

## Znaczenie
Grzyb mykoryzowy. Jest niejadalny.